# DKTV
DKTV A/S (egen stavemåde dktv, tidligere Dansk Kabel TV A/S) er en dansk telekommunikationsvirksomhed, der betjener antenne- og boligforeninger, byggeriet, erhvervslivet og kommuner med rådgivning, etablering, renovering, og servicering af tekniske løsninger, energieffektive løsninger og netværksløsninger. I alt betjener virksomheden 200.000 danskere med tv, bredbånd og telefoni. Derudover forestår DKTV nedgravning af fiberforbindelser samt installationen af en del af YouSee's produkter. Siden 2019 har virksomheden været et datterselskab til TDC Net.

## Historie
Virksomheden blev grundlagt i 1970'erne af fire regionale teleselskaber, der havde hver deres kabel tv-selskab. Disse blev i 2000 sammenlagt til det nuværende, og siden har virksomheden været et 100% ejet datterselskab af TDC.
I 2022 skiftede firmaet navn fra Dansk Kabel TV til DKTV.